# Drosophila sonorae
Drosophila sonorae este o specie de muște din genul Drosophila, familia Drosophilidae, descrisă de Heed și Castrezana în anul 2008. Conform Catalogue of Life specia Drosophila sonorae nu are subspecii cunoscute.